# Dolichopeza (Trichodolichopeza) pyramidata
Dolichopeza (Trichodolichopeza) pyramidata is een tweevleugelige uit de familie langpootmuggen (Tipulidae). De soort komt voor in het Afrotropisch gebied.